# وولباچ (نبراسکا)
وولباچ (به انگلیسی: Wolbach) شهری در ایالت نبراسکا کشور ایالات متحده آمریکا است که جمعیت آن در سرشماری سال ۲۰۱۰ میلادی، ۲۸۳ نفر بوده‌است.